# بخش نیکوبار
بخش نیکوبار (به انگلیسی: Nicobar district) یک بخش در هند است که در جزایر آندامان و نیکوبار واقع شده‌است. این منطقه پنجمین ناحیه کم جمعیت کشور است (از 640). 